# 우는밭쥐
우는밭쥐(Microtus miurus)는 밭쥐속에 속하는 설치류의 일종이다. 미국 알래스카주와 캐나다 북서부 지역을 포함한 북아메리카 북서부 지역에서 발견된다.

## 특징
우는밭쥐는 긴 털에 감춰질 정도로 귀가 짧고, 꼬리가 짧다. 털은 부드럽고 촘촘하며, 특히 겨울에 무성하다. 몸의 털은 연한 황갈색부터 연한 갈색까지 다양하고, 담황색 반점이 귀 뒤쪽부터 옆구리를 따라 엉덩이까지 이어지며, 배 쪽 털은 엷은 황갈색 또는 황토색을 띤다. 털은 검은 조모와 함께 밝은 얼룩 무늬를 띠지만, 너무 듬성 듬성 나 있어서 눈에 보이는 효과는 거의 없다. 겨울이 되면 털이 점점 회색빛을 띤다. 발은 날카롭고 좁은 발톱이 나 있으며 대부분 털에 가려진다.
어른 우는밭쥐의 몸길이는 1.5~4cm의 짧은 꼬리를 제외하고 9~16cm로 다양하다. 몸무게는 11~60g으로 나이와 최근에 먹은 먹이에 따라 다르다. 암수 사이에 크기와 털 색이 크게 다르지 않다. 수컷 우는밭쥐는 옆구리 쪽에 변형된 피지 분비선을 갖고 있어서 이를 냄새 표지로 사용한다. 이 분비선은 수유중인 암컷에게도 나타난다. 음경은 비교적 길고 좁으며, 음경골이 복잡하다. 우는밭쥐는 짧은 꼬리와 배 쪽의 털 색을 통해 인근 지역에 서식하는 밭쥐류(같은 지역의 다른 밭쥐는 배 쪽이 회색을 띤다.)와 구별할 수 있다.

## 분포 및 서식지
우는밭쥐는 미국 알래스카 주와 캐나다 북서부 지역의 토착종이다. 알래스카 서부 해안가 지역부터 남부와 북부 지역에 걸쳐 분포하지만 알래스카반도와 알래스카 중부 지역, 북부 해안가 대부분의 지역에서는 발견되지 않는다. 동쪽으로 매킨지 산맥처럼 먼 곳까지 분포하며 북부 해안가를 제외한 유콘 준주 전역, 인근 주의 경계 지역에서 발견된다.
4종의 아종이 알려져 있다.
- Microtus miurus miurus - 케나이 반도
- Microtus miurus cantator - 알래스카주 남부-동부, 유콘 준주 남부
- Microtus miurus miuriei - 알래스카주 남부-서부
- Microtus miurus oreas - 알래스카주 북부와 유콘 준주

우는밭쥐는 삼림한계선 위의 툰드라 지역에서 발견된다. 이 지역 안의 아주 극단적인 환경을 피하고, 앞이 트이고 배수가 잘되며 관목과 사초속 식물이 풍부한 경사면과 바위층을 좋아한다. 가는잎미선콩속 식물과 마디풀, 사초속 식물, 속새류, 버드나무류와 같은 북극 식물을 먹는다. 주요 포식자는 울버린과 북극여우, 북방족제비, 도둑갈매기류, 수리매, 올빼미 등이다.

## 습성
우는밭쥐는 적어도 가족 단위로 굴을 공유하는 준-군거 동물이다. 낮이나 밤 시간에 대한 명확한 선호가 없이 하루 종일 활동적이다. 땅 위 식물 사이에 통로를 만들고 서식지를 굴 입구로 연결하지만 일부 다른 밭쥐류 종이 만든 굴을 사용하는 지는 명확하지 않다. 키가 작은 덤불 속에서 먹이를 찾기도 한다. 굴은 수많은 방으로 이루아져 있으며, 대다수는 겨울에 먹이를 저장하는 용도로 사용하고 아주 좁은 통로로 연결되어 있다. 이 통로는 폭이 대개 약 2.5cm로 밭쥐보다 큰 다른 동물이 통과하기 어렵게 만들어 족제비와 같은 포식자들로부터 스스로를 보호한다. 굴은 땅 아래 20cm 이내에서 수평적으로 이어지며, 굴 입구에서 최대 1m까지 이어진다.
밭쥐류 중에서 비정상적인 밭쥐로 땅에 뿌리와 뿌리줄기같은 먹이를 저장할 뿐만 아니라 풀 더미를 말리기 위해 바위 위에 올려 두기도 한다. 이런 풀더미는 낮게 누운 가지 또는 노출된 나무 뿌리 위에 대신 두어 건조한 상태가 유지되도록 하기도 한다. 풀 더미는 천천히 건조되어 건초가 되며, 풀 더미에 속새류나 루핀과 같은 다른 식물을 포함될 수도 있다. 8월경에 풀더미를 쌓기 시작하며 겨울철에 최대 50cm 높이로 상당한 크기에 도달하는 것으로 보고되고 있다. 풀더미는 겨울철에 영양가가 높은 먹이의 원천이 되지만 다른 동물의 습격을 받기 쉽다. "우는밭쥐"라는 일반명은 보통 굴 입구에서 들리는 높고 날카롭게 떨리는 경고 소리에서 유래했다.

## 번식
우는밭쥐는 5월과 9월 사이에 번식을 하고 암컷은 번식기에 최대 3번 새끼를 낳는다. 임신 기간은 21일간 지속되고, 보통 8마리의 새끼를 낳고 6~14마리의 새끼가 태어나는 것으로 보고되고 있다. 다른 밭쥐류와 마찬가지로 암컷이 단지 8개의 젖꼭지를 갖고 있기 때문에 8마리 이상의 새끼는 생존 확률이 떨어진다. 생후 2~2.8g의 새끼 몸무게는 젖을 먹는 첫 3주 동안에 급속히 증가한다. 약 4주 동안 젖을 먹인 후에 어미는 새로운 번식을 준비한다. 암컷은 일반적으로 2살까지 번식을 하지 않지만 수컷은 태어난 후 한 달 이내에 성적으로 활동적인 상태가 된다.
야생에서 많은 우는밭쥐가 첫 겨울 동안에 살아남지 못한다. 포획 상태에서는 최대 112주까지 생존하는 것으로 보고되지만 평균 수명은 겨우 43주에 불과하다.

## 진화
가장 오랜 우는밭쥐 화석은 약 30만년 전의 플라이스토세 중기(이오니아절)까지 거슬러 올라가며, 페어뱅크스 근처에서 발견되었다. 플라이스토세(홍적세) 후기의 빙하기 동안에 우는밭쥐는 현재보다 좀더 널리 분포했고, 화석은 아이오와주와 같은 먼 남쪽 지역까지 보고되고 있으며 현재 알래스카주 기후와 유사했을 것으로 추정되고 있다. 오늘날 우는밭쥐와 가장 가까운 종은 알래스카주 서부 연안의 2개의 작은 섬에서만 서식하는 섬밭쥐로 해수면 상승으로 베링 육교가 끊어지면서 갈라진 것으로 추정된다.